# Onychomys
Az Onychomys az emlősök (Mammalia) osztályának rágcsálók (Rodentia) rendjébe, ezen belül a hörcsögfélék (Cricetidae) családjába tartozó nem.

## Rendszerezés
A nembe az alábbi 3 faj tartozik:
- Onychomys arenicola Mearns, 1896
- északi prériegér (Onychomys leucogaster) Wied-Neuwied, 1841 – típusfaj
- déli prériegér (Onychomys torridus) Coues, 1874